# Bamboo Blade
Bamboo Blade (jap. バンブーブレード Banbū Burēdo) – manga napisana przez Masahiro Totsuka i zilustrowana przez Aguri Igarashi. Po raz pierwszy manga ukazała się w japońskim magazynie Young Gangan 3 grudnia 2004. Licencję na dystrybucję mangi posiada Yen Press. Na podstawie mangi powstało anime wyprodukowane przez Anime International Company, które transmitowane było między 2 października 2007 a 2 kwietnia 2008 przez TV Tokyo. Seria opowiada o historii Torajia Ishidy, nauczyciela szkolnego klubu kendo, który założył się z przyjacielem (także nauczycielem kendo) o to który z nich jest lepszym instruktorem kendo. Zainspirowany zakładem Toraji postanawia stworzyć i wytrenować drużynę złożoną z 5 dziewczyn.

## Bohaterowie
Toraji Ishida (jap. 石田 虎侍 Ishida Toraji)
Głos w anime podkładał: Katsuyuki Konishi
Znany jako „Kojirō”, jest on nauczycielem kendo oraz polityki i ekonomii w Muroe High School
Tamaki Kawazoe (jap. 川添 珠姫 Kawazoe Tamaki)
Głos w anime podkładała: Ryō Hirohashi
Uczennica pierwszej klasy. Ma fioletowe włosy i oczy tego samego koloru. Jest niska i cicha. Jej dziadek prowadzi klub kendo i Tama od dziecka uczyła się tej sztuki walki, przez co jest już bardzo dobra. Do klubu szkolnego nie chce na początku przystąpić, ponieważ uważa to za nieciekawe. Tama-chan ma bardzo silne poczucie sprawiedliwości (które przejęła z bohaterów anime, jakie oglądała jak była dzieckiem). Głos w anime podkładała: Ryō Hirohashi
Kirino Chiba (jap. 千葉 紀梨乃 Chiba Kirino)
Głos w anime podkładała: Megumi Toyoguchi
Uczennica drugiego roku. Kapitan szkolnego klubu. Energiczna blondynka, która marzy o mistrzostwie. Na początku tylko ona wykazuje chęci w ćwiczeniach.
Miyako Miyazaki (jap. 宮崎 都 Miyazaki Miyako)
Głos w anime podkładała: Houko Kuwashima
Sayako Kuwahara (jap. 桑原 鞘子 Kuwahara Sayako)
Głos w anime podkładała: Sachiko Kojima
Uczennica drugiego roku. Sayako jest dość oryginalną osóbką. Pierwotnie również należała  do klubu. Ciągle chce się doskonalić, chce być w czymś najlepsza. Z charakteru jest impulsywna i wybuchowa.
Satori Azuma (jap. 東 聡莉 Azuma Satori)
Głos w anime podkładał: Rina Satō
Satori Azuma jest uczniem pierwszego roku, ma 15 lat. Jest bardzo utalentowanym kendoką. Najprawdopodobniej jest jedną z najsilniejszych osób w klubie.
Yūji Nakata (jap. 中田 勇次 Nakata Yūji)
Głos w anime podkładał: Daisuke Sakaguchi
Danjūrō Eiga (jap. 栄花 段十朗 Eiga Danjūrō)
Głos podkładał: Akira Ishida